# Jim Furyk
Jim Furyk (* 12. Mai 1970 in West Chester, Pennsylvania) ist ein US-amerikanischer Profigolfer der PGA Tour und der PGA Tour Champions. Er gehört zum Kreis der Major-Sieger.

## Werdegang
Jim Furyk lernte das Golfspiel bei seinem Vater Mike, dem Head Pro des Uniontown Country Club in der Nähe von Pittsburgh. Nach dem Besuch der University of Arizona entschied sich der talentierte Basketballer im Jahre 1992 für die Laufbahn des Berufsgolfers.
Zwischen 1998 und 2003 gewann Furyk zumindest ein Turnier jährlich auf der PGA TOUR, darunter sein erstes Major – die US Open 2003 –, und stieß in die Top 10 der Golfweltrangliste vor. In der Saison 2004 konnte er nur 14 Events spielen, da er drei Monate wegen einer notwendig gewordenen Handgelenksoperation pausieren musste. In den Jahren 2005 und 2006 konnte Furyk das Versäumte aufholen und sein Ranking mit weiteren Siegen und einem zweiten Platz bei der US Open 2006 festigen. Bei der Open Championship belegte er den vierten Platz, und mit seinem Sieg bei der Canadian Open im September 2006 erreichte er den 2. Platz der Golfweltrangliste. Seither ist er beständig in den Top 20 der Weltrangliste zu finden.
Ende September 2010 siegte er beim Abschlussturnier der PGA TOUR, der Tour Championship. 1,35 Millionen US-Dollar erhielt er – das höchste Preisgeld im Golfsport für einen Turniersieg. Zugleich gewann er die Gesamtwertung der Serie, den sogenannten FedEx Cup. 10 Millionen US-Dollar erhielt Furyk hierfür zusätzlich aus dem sogenannten Bonus-Pool.
Auf der PGA Tour gehört Jim Furyk zu den erfolgreichsten Spielern überhaupt. Insgesamt 70,4 Millionen US-Dollar (Stand: 28. März 2019) gewann er in seiner Karriere. Lediglich Tiger Woods, Phil Mickelson und Vijay Singh konnten mehr Preisgeld erspielen.
Furyk ist einer von nur sechs Spielern in der Geschichte der US-PGA-Tour, der eine 59'er-Runde spielte (BMW Championship 2013 im Conway Farms Golf Club in Lake Forest, Illinois). Am 7. August 2016 stellte Furyk einen Tourrekord auf, als er als erster PGA-Spieler bei der Travelers Championship in Cromwell, Connecticut mit einem Eagle und zehn Birdies eine 58er-Runde schaffte.
Sein Caddie ist Mike „Fluff“ Cowen, der zuvor Tiger Woods bei seinem Aufstieg zur Nummer 1 begleitete.
Nachdem er bislang neunmal als Spieler im Ryder Cup für die USA angetreten war, wurde Furyk im Januar 2017 zum Kapitän der US-Auswahl für 2018 bestimmt.
Seit seinem 50. Geburtstag 2020 spielt Furyk vorwiegend auf der PGA Tour Champions. Gleich in der ersten Saison 2020/2021 gewann er auf dieser Tour drei Turniere, denen jedoch bis Ende 2023 keine weiteren Siege folgten.

## Das Spiel
Jim Furyk ist ein „Short Hitter“ im Feld der PGA-Profis – in der Rangliste „Driving Distance“ führt ihn die PGA für das Jahr 2012 lediglich auf Rang 171 (von 191) mit im Durchschnitt 280 yards. Seine Stärke ist jedoch das Spiel mit den Eisen: Bei Schlägen vom Fairway erreichte Furyk im gleichen Jahr eine durchschnittliche Annäherung an die Fahne von 32 Fuß und 10 Zoll, was Rang 3 entsprach. Noch beeindruckender war sein Spiel aus dem Sand: Hier erreichte er eine durchschnittliche Annäherung an die Fahne von 6 Fuß und 11 Zoll – der Bestwert im Feld.
Sehr ungewöhnlich ist die Schwungbewegung von Jim Furyk: Er führt den Schläger beim Aufschwung außergewöhnlich steil über den Kopf, wobei der Schlägerkopf auch nicht – wie üblicherweise gelehrt – auf einer Ebene einer Kreisbahn bleibt, und schlägt dann auf einer sehr viel flacheren Linie. Der Schlägerkopf beschreibt daher eine sehr auffällige „Schleife“ in der Luft, weiterhin arbeitet er mit einem sehr intensiven Einsatz des Unterkörpers. Insgesamt wirkt Jim Furyks Schwung daher sehr unruhig und kompliziert, funktioniert aber außerordentlich zuverlässig.

## PGA Tour Siege (17)
- 1995: Las Vegas Invitational
- 1996: United Airlines Hawaiian Open
- 1998: Las Vegas Invitational
- 1999: Frys.com Open|Las Vegas Invitational
- 2000: Doral-Ryder Open
- 2001: Mercedes Championships
- 2002: Memorial Tournament
- 2003: U.S. Open, Buick Open
- 2005: Cialis Western Open
- 2006: Wachovia Championship, Canadian Open
- 2007: Canadian Open
- 2010: Transitions Championship, Verizon Heritage, The Tour Championship und FedEx Cup
- 2015: RBC Heritage

Major Championship sind fett gedruckt.

## PGA Tour Champions Siege (3)
- 2020: PURE Insurance Championship
- 2020: The Ally Challenge
- 2021: U.S. Senior Open Championship

Major Championship sind fett gedruckt.

## Andere Turniersiege
- 1993: Nike Mississippi Gulf Coast Classic (Nike Tour)
- 1995: Lincoln-Mercury Kapalua International
- 1997: Argentine Open
- 1998: Fred Meyer Challenge (mit David Duval)
- 2002: Wendy’s 3-Tour Challenge (mit Rich Beem und John Daly)
- 2003: PGA Grand Slam of Golf
- 2005: Nedbank Golf Challenge (Südafrika)
- 2006: Nedbank Golf Challenge (Südafrika)
- 2008: PGA Grand Slam of Golf
- 2009: Chevron World Challenge

## Ergebnisse bei Major Championships
| Turnier               | 1994 | 1995 | 1996 | 1997 | 1998 | 1999 | 2000 | 2001 | 2002 | 2003 | 2004 | 2005 | 2006 | 2007 | 2008 |
| --------------------- | ---- | ---- | ---- | ---- | ---- | ---- | ---- | ---- | ---- | ---- | ---- | ---- | ---- | ---- | ---- |
| The Masters           | DNP  | DNP  | T29  | T28  | 4    | T14  | T14  | T6   | CUT  | 4    | DNP  | 28   | T22  | T13  | T33  |
| U.S. Open             | T28  | DNP  | T5   | T5   | T14  | T17  | 60   | T62  | CUT  | 1    | T48  | T28  | T2   | T2   | T36  |
| The Open Championship | DNP  | DNP  | T44  | 4    | T4   | T10  | T41  | CUT  | CUT  | CUT  | CUT  | CUT  | 4    | T12  | T5   |
| PGA Championship      | DNP  | T13  | T17  | T6   | CUT  | T8   | T72  | T7   | 9    | T18  | CUT  | T34  | T29  | CUT  | T29  |

| Turnier               | 2009 | 2010 | 2011 | 2012 | 2013 | 2014 | 2015 | 2016 | 2017 | 2018 |
| --------------------- | ---- | ---- | ---- | ---- | ---- | ---- | ---- | ---- | ---- | ---- |
| The Masters           | T10  | CUT  | T24  | 11   | T25  | T14  | CUT  | DNP  | CUT  | DNP  |
| US Open               | T33  | T16  | CUT  | T4   | CUT  | T12  | T42  | T2   | T23  | T48  |
| The Open Championship | T34  | CUT  | T48  | T34  | CUT  | 4    | T30  | T59  | DNP  | DNP  |
| PGA Championship      | T63  | T24  | T39  | T42  | 2    | T5   | T30  | T73  | CUT  | T71  |

| Turnier               | 2019 | 2020 | 2021 | 2022 |
| --------------------- | ---- | ---- | ---- | ---- |
| The Masters           | DNP  | DNP  | DNP  | DNP  |
| PGA Championship      | CUT  | CUT  | DNP  | DNP  |
| US Open               | T28  | DNP  | DNP  | CUT  |
| The Open Championship | T63  | KT   | DNP  | DNP  |

DNP = nicht teilgenommen

CUT = Cut nicht geschafft

„T“ geteilte Platzierung

KT = Kein Turnier (Ausfall wegen Covid-19)

Grüner Hintergrund für Sieg

Gelber Hintergrund für Top 10.

## Teilnahmen an Mannschaftswettbewerben
- Ryder Cup: 1997, 1999 (Sieger), 2002, 2004, 2006, 2008 (Sieger), 2010, 2012, 2014
- Presidents Cup: 1998, 2000 (Sieger), 2003 (remis), 2005 (Sieger), 2007 (Sieger), 2009 (Sieger)
- World Cup: 2003